# 丹尼丝·斯科特·布朗

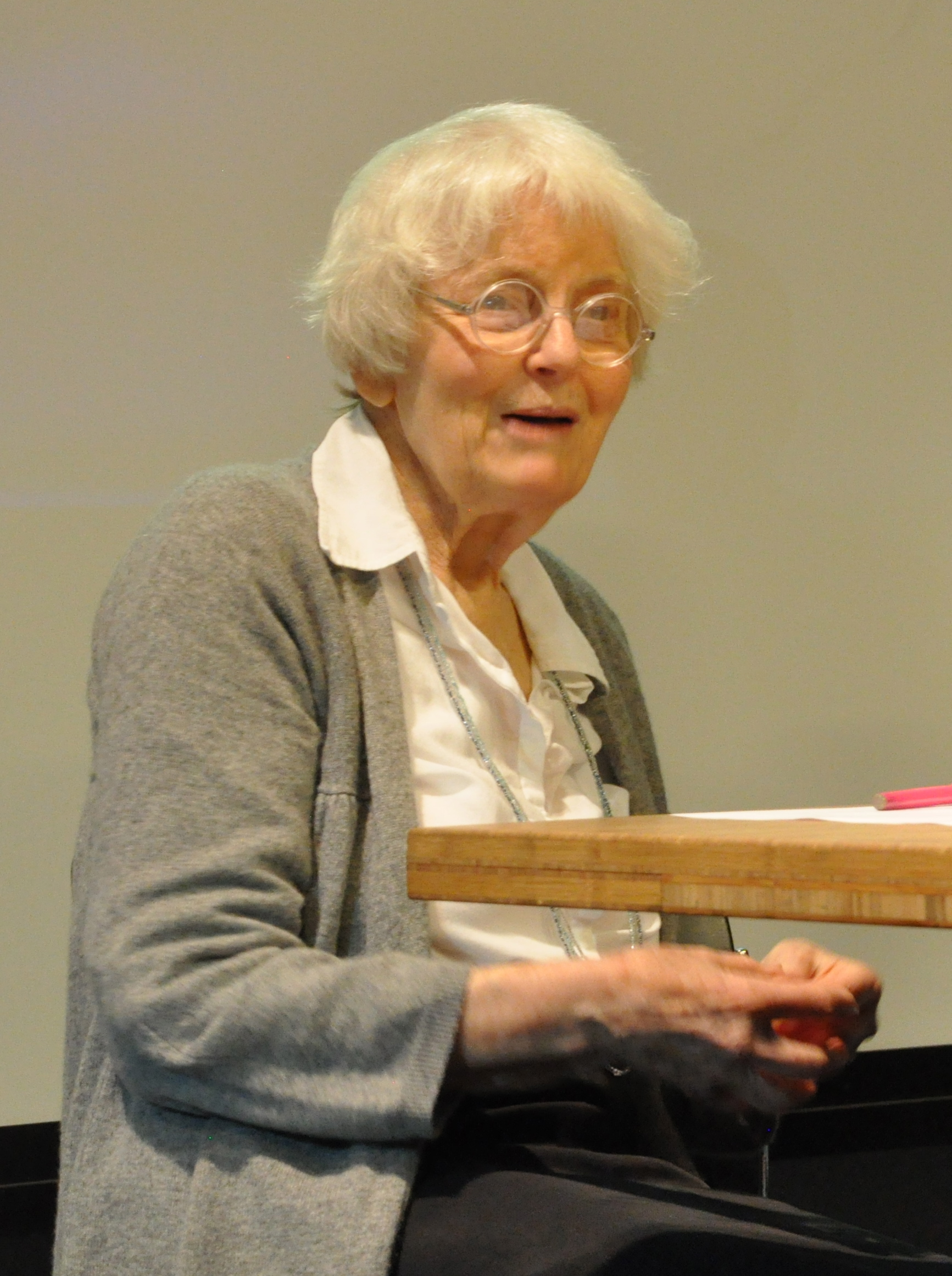
丹尼丝·布朗

丹尼丝·斯科特·布朗（英語：Denise Scott Brown，1931年10月3日—），是美国著名的建筑师、城市规划师，是建筑家罗伯特·文丘里的妻子。

## 著作
- 《关于世贸中心我们该如何做》
- 《二十世纪晚期以后的房屋与住宅》
- 《常人眼中的现代建筑历史》
- 《复兴迈阿密》
- 《建筑的形式主义与社会关系》
- 《拉斯维加斯的启示》

## 作品
- 伦敦国立美术馆扩建的塞恩斯伯里裙楼（1988年）
- 费城科学信息研究所（1978年）
- 富兰克林博物馆（1972年）